# Marjanske skale
Marjanske skale su veliko stubište u Splitu, Hrvatska. Nalaze se na adresi Botićevo šetalište.

## Opis dobra
Građene su od 1919. do 1924. godine. Marjanske skale, kako se uvriježilo u govoru, ili Botićevo šetalište kako glasi njihov službeni naziv, šetnica je koja s Rive odnosno splitskog predjela Dražanac vodi kroz šumovite padine Marjana do prve Vidilice podno starog Židovskoga groblja i dalje prema crkvi sv. Nikole. Sagrađene su 1919. – 1924. prema projektu istaknutog splitskog graditelja i člana Društva „Marjan“ inž. Petra Senjanovića, prvenstveno zaslugom dugogodišnjeg predsjednika Društva „Marjan“ i tadašnjeg gradonačelnika dr. Jakše Račića, po kojemu su Skale tada i nosile ime. Poznate su još i pod nazivom Senjanovićeve skale. Marjanske skale jedinstveno su šetalište koje je, iz samog središta grada, Marjan učinilo dostupno građanima Splita. Uz pošumljavanje Marjana koje je započelo još 1884., to vrijedno arhitektonsko rješenje svojim jednostavnim, utilitarnim, ali skladnim oblikovanjem svjedoči o vremenu kada Marjan, nekad golo primorsko brdo, dobiva elemente kultiviranog krajolika u kojemu Splićani i danas uživaju.

## Zaštita
Pod oznakom Z-6482 zavedena je kao nepokretno kulturno dobro - pojedinačno, pravna statusa zaštićena kulturnog dobra, klasificirano kao profana graditeljska baština.